# Нестајућа дама
Нестајућа дама (фр. Escamotage d'une dame chez Robert-Houdin; досл. Трик једне даме у театру Роберт Худин) француски је црно-бели неми хорор филм из 1896. године, редитеља и продуцента Жоржа Мелијеса, који уједно тумачи и једну од главних улога. Поред њега у филму се појављује и Жехан Д'алси, која се нашла у насловној улози. Радња прати мађионичара који жену претвори у костур, а затим је враћа у живот.
Филм се налази под редним бројем 70 у каталогу Мелијесове издавачке куће Star Film Company. Сниман је у Мелијесовој башти. Мелијес разрађује memento mori тему у филму, што ради и у једном од својих каснијих остварења, Чудовиште (1903).
Иако су преживеле само црно-беле копије филма, постојала је и ручно обојена верзија, коју је 1979. реконструисао Жак Малтете, коришћењем аутентичних материјала.

## Радња
Мађионичар улази на позорницу са својом помоћницом. На под поставља дволисницу новина, чиме показује да се на поду не крије тајни пролаз. Затим на новине ставља столицу, на коју седа помоћница. Маћионичар преко ње рашири чаршав и када га склони она нестаје. Након тога рашири чаршав преко столице и уместо ње се појављује људски костур. Када понови исти трик, уместо костура се поново појављује жена.

## Улоге
- Жорж Мелијес као мађионичар
- Жехан Д'алси као дама